# Escac aranès
L'escac aranès (Melanargia galathea) és una espècie de lepidòpter papilionoïdeu de la família dels nimfàlids (Nymphalidae) pròpia d'Europa i Nord d'Àfrica fins a l'Iran. És present als Països Catalans.
Té una envergadura d'uns 5 centímetres. Les ales són blanques amb taques negres molt marcades que dibuixen sobre l'ala un patró. L'espècie ha donat lloc a una sèrie de varietats cromàtides i races geogràfiques. Les papallones apareixen al juny o juliol. La femella pon els ous sobre la vegetació que serà l'aliment de les larves.

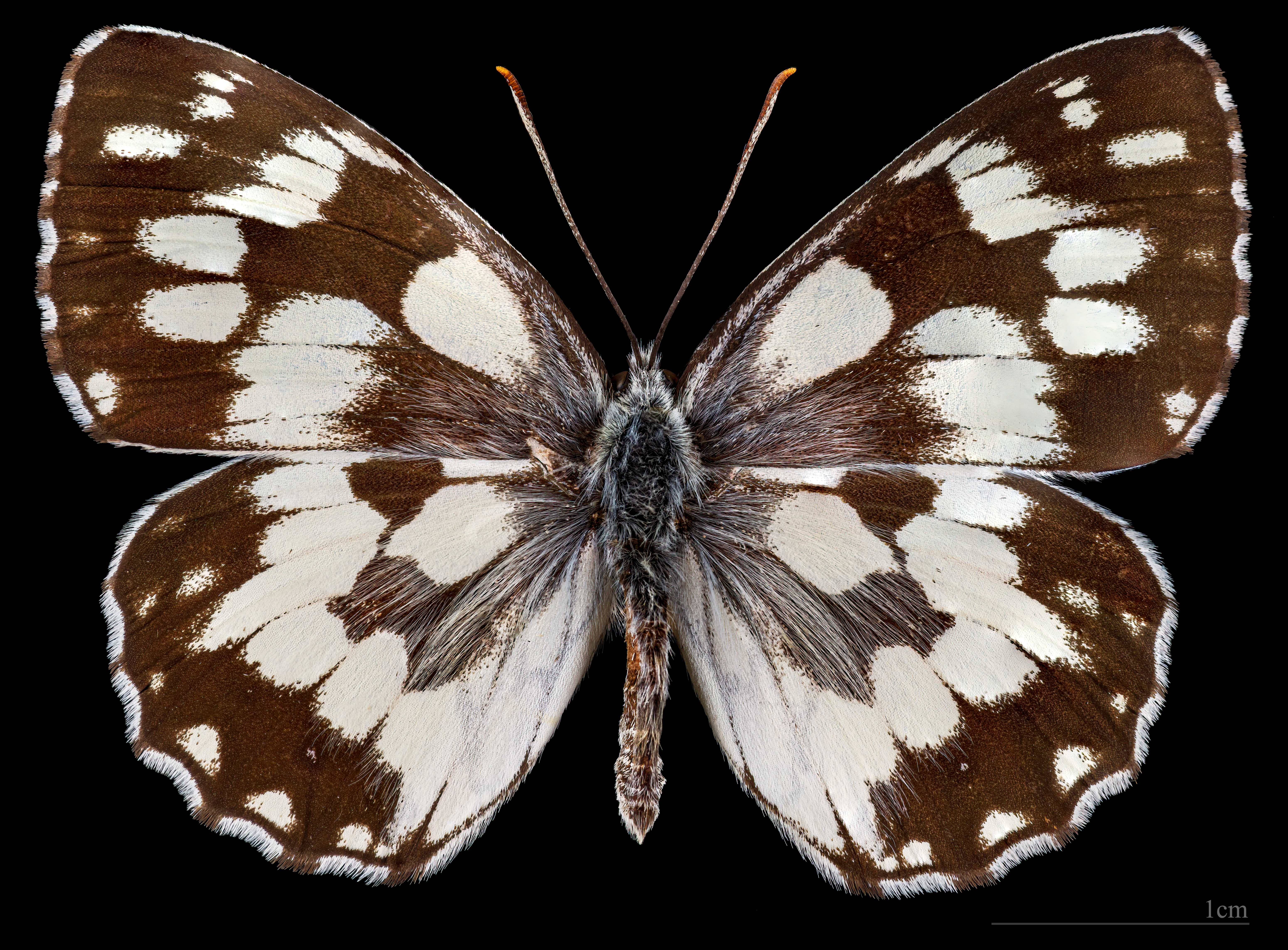
♂
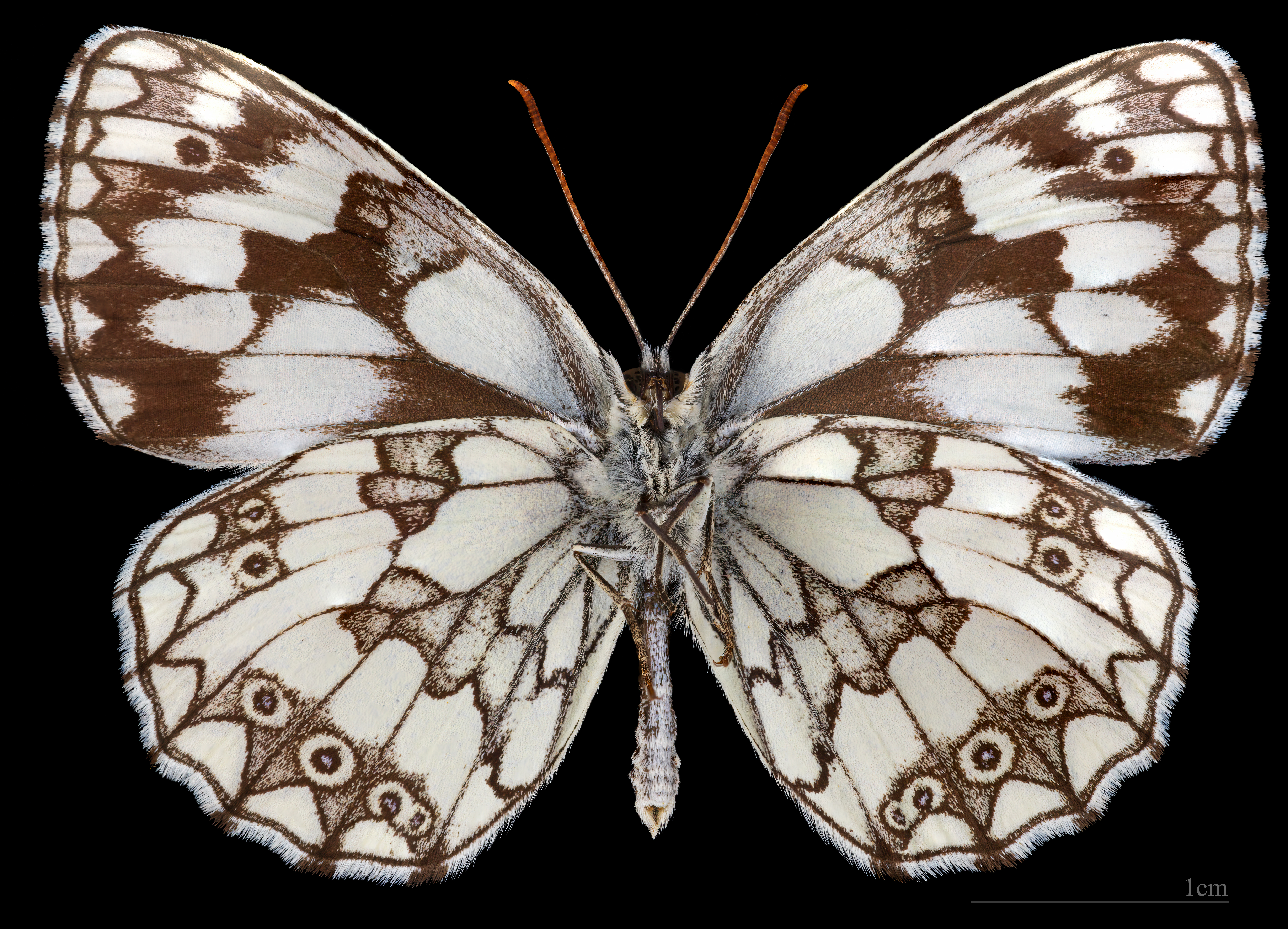
♂ △
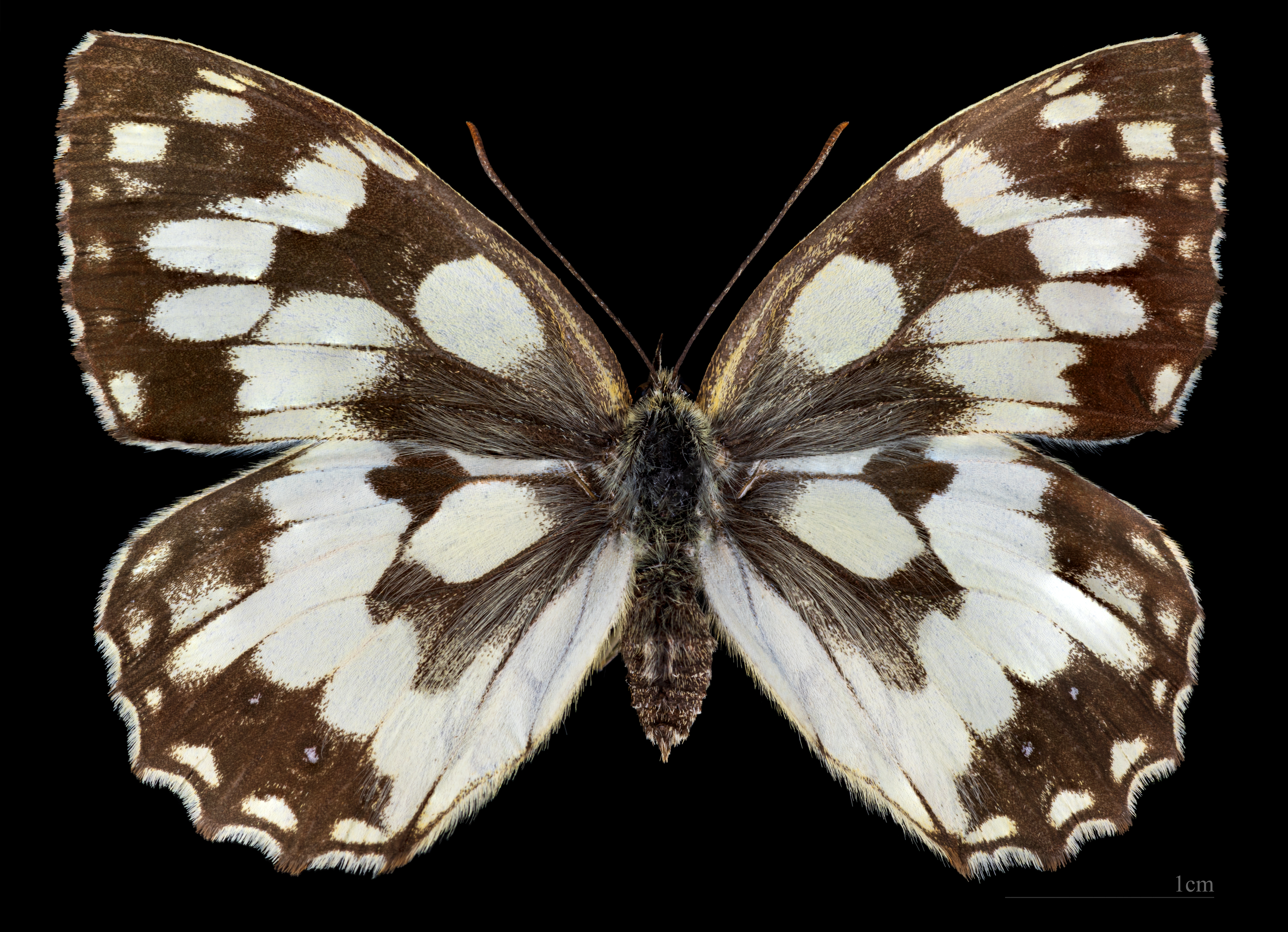
♀
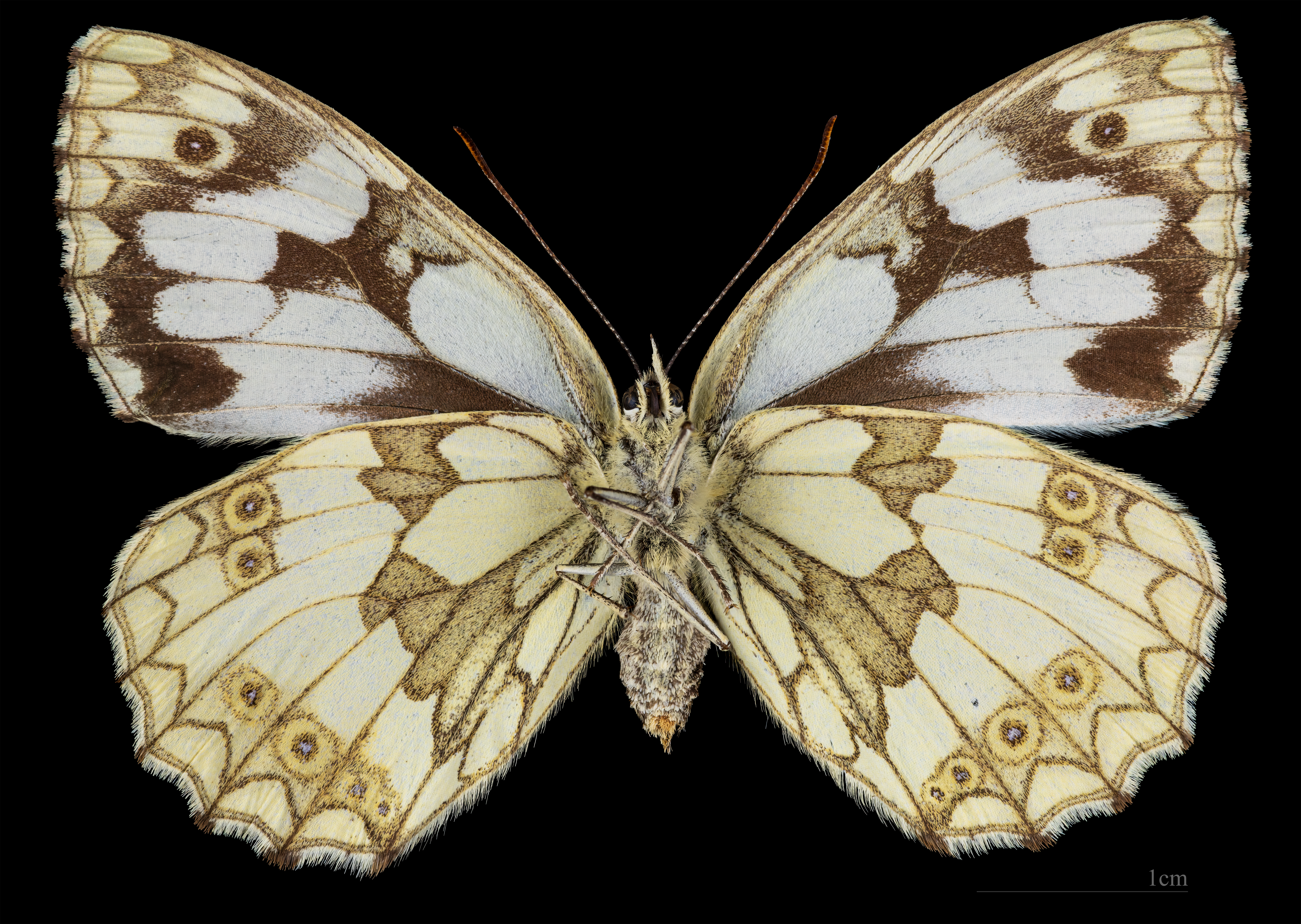
♀ △